# 서현중학교 (충북)
서현중학교(西賢中學校)는 대한민국 충청북도 청주시 흥덕구 가경동에 있는 공립 중학교이다.

## 학교 연혁
- 2006년 10월 24일 : 서현중학교 설립인가(24학급)
- 2009년 3월 1일 : 제1대 이환호 교장 부임
- 2009년 3월 3일 : 개교 및 입학식(283명)
- 2012년 3월 1일 : 창의경영학교 운영(영어 모델 학교)
- 2013년 4월 1일 : 자유학기제 연구학교 지정
- 2023년 9월 1일 : 제8대 한만혁 교장 부임
- 2024년 1월 9일 : 제13회 졸업(207명) 졸업생 누계(3,154명)
- 2024년 3월 4일 : 제16회 입학(입학생 224명)

## 참고 자료
- 서현중학교 - 한국교육학술정보원 학교알리미